# International Women's Open 2001
L'International Women's Open 2001 è stato un torneo di tennis giocato sull'erba. 
È stata la 27ª edizione del torneo di Eastbourne, che fa parte della categoria Tier II nell'ambito del WTA Tour 2001. 
Si è giocato a Eastbourne in Inghilterra, dal 18 al 24 giugno 2001.

## Campionesse

### Singolare
Lindsay Davenport ha battuto in finale  Magüi Serna con il punteggio di 6–2, 6–0

### Doppio
Lisa Raymond /  Rennae Stubbs hanno battuto in finale  Cara Black /  Elena Lichovceva con il punteggio di 6–2, 6–2